# Marigné
Marigné är en kommun i departementet Maine-et-Loire i regionen Pays de la Loire i nordvästra Frankrike. Kommunen ligger i kantonen Châteauneuf-sur-Sarthe som tillhör arrondissementet Segré. År 2018 hade Marigné 690 invånare.

## Befolkningsutveckling
Antalet invånare i kommunen Marigné
| Referens: INSEE |